# Lamprosema iarchasalis
Lamprosema iarchasalis là một loài bướm đêm trong họ Crambidae.